# メイの定理
メイの定理（英語：May's theorem）は、社会選択理論において、選択肢が2つのときに単純多数決ルールが匿名性、中立性、正応答性 (positively responsive) をみたす唯一の社会選択関数であるというものである。さらに、この手続きは投票者が奇数人でかつタイ（非決定）を許容しないとき、決着的 (resolute) である。ケネス・メイが1952年にはじめて発表した。
原論文以来、他の研究者によってさまざまな修正版が提案されてきた。Mark Fey は、投票者が無限人の場合に証明を拡張した。Robert Goodin と Christian List は、多数の選択肢のなかから最優先のものへの投票を集計する方法のなかで、相対多数 (plurality) ルールだけがメイの条件をみたすことを示した。承認式の投票のもとでは、類似の命題が二分型投票 (Approval voting) について成りたつ。
特記すると、アローの定理は選択肢が2つのときに適用できないため、この可能性を示す結果はアローの不可能性定理と対照的である（匿名性の条件は非独裁性を強めたものになっていることに注意する必要がある）。
単純多数決投票が、選択肢がたかだか2つのときにうまくいくという事実は、中村の定理を引くと別様に説明できる。中村の定理は、投票ルールがうまくいくような選択肢の数が、そのルールの中村ナンバー未満であるということを言っている。投票者が4人のケースを除いて、単純多数決の中村ナンバーは3である。特別多数決 (supermajority) ルールはもっと大きな中村ナンバーをもつ場合がある。

## 形式的記述
- 条件1：集合的意思決定関数は、選好の組のそれぞれに対して一意な勝者を与える（決着性 [resolute]、定義域の非限定性）。
- 条件2：集合的意思決定関数は、どの投票者も等しく取り扱う（匿名性）。
- 条件3：集合的意思決定関数は、選択肢それぞれへの選好が逆転すると集団の選好も逆転するという意味で、両方の帰結を等しく取り扱う（中立性）。
- 条件4：集合的意思決定が0または1で、1人の投票者が票を -1 から 0 または 1 に、あるいは 0 から 1 に上げるならば、集合的意思決定は 1 になる（正応答性）。

定理：投票者が奇数人の場合の集合的意思決定関数が、条件1から4をみたすことは、それが単純多数決ルールであることと同値である。